# 时事公报
《时事公报》是宁波第一张以白话文为主的民营报纸，于1920年创立。其办报宗旨是“为民喉舌，国民先导”，初期以连载反帝国主义、爱国主义、抵制日货等内容的新闻报道和评论为主。该报迅速获得读者的支持，销量超过了其他当地报纸，成为宁波市场上销行最广的民营报纸之一。其内容主要涵盖国内新闻以及地方新闻，关注社会热点事件和民生问题。在日占时期，该报停刊，并在日本占领期间被重新发行，转为宣传日军战果和汪精卫政府。抗战胜利后，改名为《宁波时事公报》复刊，直至1948年被关停。

## 创设经过
1919年五四运动中，宁波青年学生积极响应，成立宁波学生联合会，领导中学生学生运动。繼上海组建中華救國十人團聯合會後，寧波各界人士組織寧波救國十人團聯合會，十人為一團，團設團代表，凡百四十團，千四百餘人，在江北岸余使君廟開會成立。該會核心工作，是为了反对侵略，抵制日货，并且与宁波中学生团体一同调查处分日货销售。金臻庠负责组建，并且自任会长。然而该会投稿给《四明日报》也遭到了拒绝登载，因此金臻庠决定吸纳资金，自办报纸，因而创建了《时事公报》。
金臻庠无党无派，不接受官方津贴，自筹资金，招收陈章鸿、张鹤年等人股本，借用宁波印刷公司机器设备出版。虽然金臻庠胞兄金润庠是民华丰造纸厂老板，但金润庠因担心得罪各方，不同意金臻庠办报，故而有上海金融家俞佐庭多次捐助维持费。1920年6月1日，《时事公报》正式出版，以金臻庠为社长，《四明日报》记者、四明日报社社长乌崖琴之侄子乌一蝶为主编，报名题字出自于右任。

## 早期发展
由于办报方向迎合潮流，满足读者爱国愿望，销量不断增长，很快便超越《四明日报》，《四明日报》的成员也纷纷加入。到1920年代，该报纸成为在宁波销行最广的一份民营地方报纸。四明日报社也随之解散，乌崖琴前往上海从事金融、保险事业。
《时事公报》国内新闻主要靠南京中央台、上海私营电台以及上海、杭州的大报上得来，故而有所延迟，不为读者所重视。编辑部主要关注地方新闻，从法院、公安局及江北、江东分局、专员公署、县政府、商会和各同业公会等处采访新闻，还编辑男女奸情、私奔等社会新闻。
20年代宁波镇守使王桂林儿子结婚时，金臻庠拒绝道贺，并称“我若趋奉官厅，就不必办报了”，王桂林则回应称：“别人眼睛长在额角上，金臻庠眼睛简直搬到头顶心。”并且因此寻求报复。1922年5月，镇海县署抓盗匪时，抓获炮台司令部张伯岐部下士兵，庄禹梅在《时事公报》上发表《兵化为匪之可危》的社评，引张伯岐报请王桂林查缉记者，金臻庠与庄禹梅被关押25天方才获释，但也使得《时事公报》在读者中口碑日益上升。
1932—1933年，上海进口苏联堪察加出产的萨门鱼12万担，分销至宁波，乌一蝶撰文攻击指为日货，致使经销商双街水弄口同福鱼行职员被群众殴打，事后上海方面派黄振世向宁波党政机关交涉辩白，但因为乌一蝶仍继续攻击，当局并未允许继续销售。
1932年前后，《时事公报》代为收转捐款捐物给抗日的马占山将军和东北各地义勇军，其中有大批捐款，还有大批的咸光饼，相传为明代戚继光将军抗倭之流传。报社逐日公布收款汇款情况，办事公开、迅速，为人所信任和称道。
1934年，国民党鄞县县党部奉命提倡新生活运动，要求人力车夫上街拉车时须穿衣衫、不准赤膊。社会团体济生会为人力车夫鸣不平，反对县党部的要求，金臻庠是济生会负责人之一。于是，《时事公报》提出批评，要求县党部收回成命，引起社会各界的关注和支持。报社地方新闻编辑姜伯喈，因为身为县党部监察委员，无法在报社和党部之间妥协，最终从报社辞职。
1936年前后，报社聘请上海记者公会的秘书陈宪章作为驻沪特派记者，负责报道上海的宁波同乡会关于捐款支援兴建老江桥情况，也报道国内外大事。
1937年，为确保报道中日战争之咨讯迅速正确，《时事公报》特设短波电讯室，并在上海招聘吴耀兴为主任，林家璋为报务员，劳鸿勋、陈悦莲为译电员，将副刊改名《挺进》宣扬抗日，另有张翠籁编《时代儿童》专刊发行。由于日本飞机频繁轰炸宁波，在外的宁波人担心家乡安危，上海同乡会汇总订户达3000份以上，日销总数突破15000份，创下浙东报纸销量纪录。因日军轰炸，印刷部、编辑部从江北岸鼓舞台旁边何家弄迁往槐树路194号，营业部仍坚持设在中马路16号原址。宁波人足迹所及，香港、东南亚及欧美诸国，皆有《时事公报》的读者。

## 日占时期
1941年4月19日，日军占领宁波，原本的《时事公报》停刊。金臻庠避难上海，编辑庄禹梅去益三中学任教，总编辑乌一蝶则隐居在家，直到抗战胜利。汪精卫政府的鄞县乡镇联合会副会长郭逸民接管报社。卢孟瑜、顾守中、马如龙等人与印刷部工人俞阿宝联络，与汪精卫政府文化宣传部门的陶涤亚接洽。任命卢孟瑜为社长，顾守中为经理，马如龙为协理。俞阿宝略通日语，认识陶涤亚的上级日本人，负责领导印刷部。报社的编辑部和营业部仍位于江北岸的槐树路和中马路原址，利用原有的印刷设备，4月底再次开始发行。金臻庠逃往上海后，并且在上海和浙江各报发表声明，拒绝同流。
汪精卫政府时期，报社内几人彼此斗争，陶涤亚调离宁波，使得马如龙在1942年后成为经理。不久，卢孟瑜失去日军特务机关的首脑泉铁翁的信任，贺但安开始在政府中活动，汪精卫政府派遣王丙镛宣布报社改组，卢孟瑜辞职，王丙镛担任社长，贺但安兼任副社长兼总编辑。1943年后，王丙镛辞职，贺但安接任社长，直至日本投降。在这一时期，《时事公报》内容以广告为主，新闻主要刊载日本的同盟社、海通社和汪精卫政府的中央社电讯为主，主要宣传日军战果，宣传大东亚共荣圈和和平反共救国。副刊内容多是文艺小品和古诗词。报纸的销量仅1000分左右。

## 战后发展
抗战胜利后，金臻庠从旅沪宁波同乡中措集经费，筹备复刊，遭到国民党鄞县党部阻挠。国民党鄞县党部要求将《时事公报》视为敌产而接收之，经据理力争后，地方当局要求报纸以《宁波时事公报》名义复刊。题字由邓散木重写。乌一蝶继续担任《宁波时事公报》总编辑。1946年2月，该报才得以复刊。为谋求发展，金臻庠自置照相版设备，在上海牯岭路建立专用电台拍发快讯专电，准备扩建中马路营业部原址，金臻庠个人也先后成为江北镇镇长、鄞县参议员。1948年10月24日，《宁波时事公报》报道镇海县自卫队李丹部哗变，浙江省保安处长竺鸣涛用“造谣感众”的罪名，通令关停。